# 橘家文太
橘家 文太（たちばなや ぶんた、1987年5月5日 - ）は、落語協会・トリプルフィールドネットワーク（マネジメント）に所属する落語家。

## 経歴
1987年5月5日、福岡県北九州市八幡西区出身。JR折尾駅前の居酒屋「きらく」は母親が経営する店。東京NSC17期生で、落語家になる前は実弟2人とのお笑いトリオ「たらこ三兄弟」を組んでいた。
2014年12月15日、橘家文左衛門（現：三代目橘家文蔵）に入門。2016年4月1日、前座となる。前座名は「門朗」。
2020年2月11日、柳亭市若、柳亭市次郎、春風亭朝枝と共に二ツ目昇進し、「文太」と改名。7月、活動の拠点を、地元である福岡県北九州市八幡西区に移す。二ツ目昇進後の福岡移住を勧めてくれたのは師匠の文蔵。　
2021年5月、トラックの荷台部分を落語を演じることができる高座に改造、どこにでも移動可能な演芸場にした「落語car」を完成、稼働開始。11月、常設寄席がない九州に拠点を置き、落語文化の定着に貢献したとして第80回西日本文化賞奨励賞（社会文化部門）を受賞。

## 芸歴
- 2014年12月 - 橘家文左衛門に入門。
- 2016年4月 - 前座となる、前座名「門朗」。
- 2020年
  - 2月 - 二ツ目昇進、「文太」と改名。
  - 7月 - 活動の拠点を福岡県北九州市に移す。

## 出演

### テレビ
- 今日の焦点・北九州（北九州市の行政広報番組）（FBS福岡放送、2021年4月～）[8]